# Tournée dei Beatles in America nel 1964
La tournée dei Beatles in America nel 1964 è stata il terzo tour del gruppo inglese, svoltosi in USA e in Canada, organizzato da Terry Melcher.
Prima di allora, gli artisti pop britannici avevano difficoltà ad imporsi negli Stati Uniti, ma i Beatles ci riuscirono fin dalla loro prima visita nel febbraio 1964. Sostenuti da una campagna pubblicitaria lanciata dalla Capitol Records, il gruppo richiamò grandi folle, portando con sé il nascente fenomeno conosciuto come Beatlemania. Durante queste due settimane negli USA, i Beatles si esibirono per due volte all'Ed Sullivan Show dove polverizzarono i record di ascolto, grazie a concerti in sale prestigiose, a New York, Washington e Miami. Anche se la stampa, soprattutto newyorchese, si mostrò critica e poco entusiasta, questo primo passaggio negli Stati Uniti incrementò le vendite dei loro singoli e dei loro album, consacrando il dominio del gruppo inglese nelle hit-parade statunitensi del tempo.

## Alla scoperta degli USA

### Preparazione
Prima dei Beatles, nessun artista pop britannico era stato in grado di esportare il proprio successo negli USA. Un esempio tra i più evidenti fu quello di Cliff Richard, la cui vicenda frenò i Beatles, per cui la band ritenne che il mercato statunitense fosse inaccessibile. 
John Lennon dichiarò: "Cliff vi è andato e si è schiantato. Nel cartello stava sotto Frankie Avalon" . Inoltre, all'inizio del 1963, a rafforzare il pregiudizio, quattro dischi dei Beatles vennero distribuiti negli USA da due diverse case discografiche, la Vee Jay e la Swan, ma senza grande successo. Contemporaneamente la band stava suscitando un formidabile entusiasmo popolare in Europa, tanto che la stampa iniziò a parlare di Beatlemania.
Nei giorni successivi, il loro manager Brian Epstein incontrò Ed Sullivan, che presentava alla CBS l'Ed Sullivan Show, a quel tempo uno dei programmi televisivi più seguiti.
Epstein ottenne due passaggi per i Beatles, ma per soli 10 000 dollari, quindi molto al di sotto delle tariffe correnti richieste dal gruppo. Il produttore di Ed Sullivan spiegherà più tardi che l'idea di richiedere un cachet maggiore fosse ridicola, visto che i Beatles erano del tutto sconosciuti in Nordamerica. Tuttavia, il conduttore si rese conto chiaramente di cos'era la Beatlemania quando, nell'ottobre 1963, si ritrovò all'aeroporto di Londra, circondato da un caos indescrivibile, nel momento in cui il suo aereo subì un ritardo a causa dell'arrivo dei Beatles di ritorno dalla Svezia dopo una serie di concerti. Sullivan, resosi conto del potenziale di quei giovani musicisti inglesi, accettò quindi la proposta di Epstein, ma solo dopo numerosi giorni di negoziazione. Le due trasmissioni alle quali il gruppo avrebbe partecipato furono programmate per il 9 e 16 febbraio 1964  e la campagna pubblicitaria, lanciata dalla Capitol a partire dal dicembre 1964, garantì una notevole promozione al gruppo .

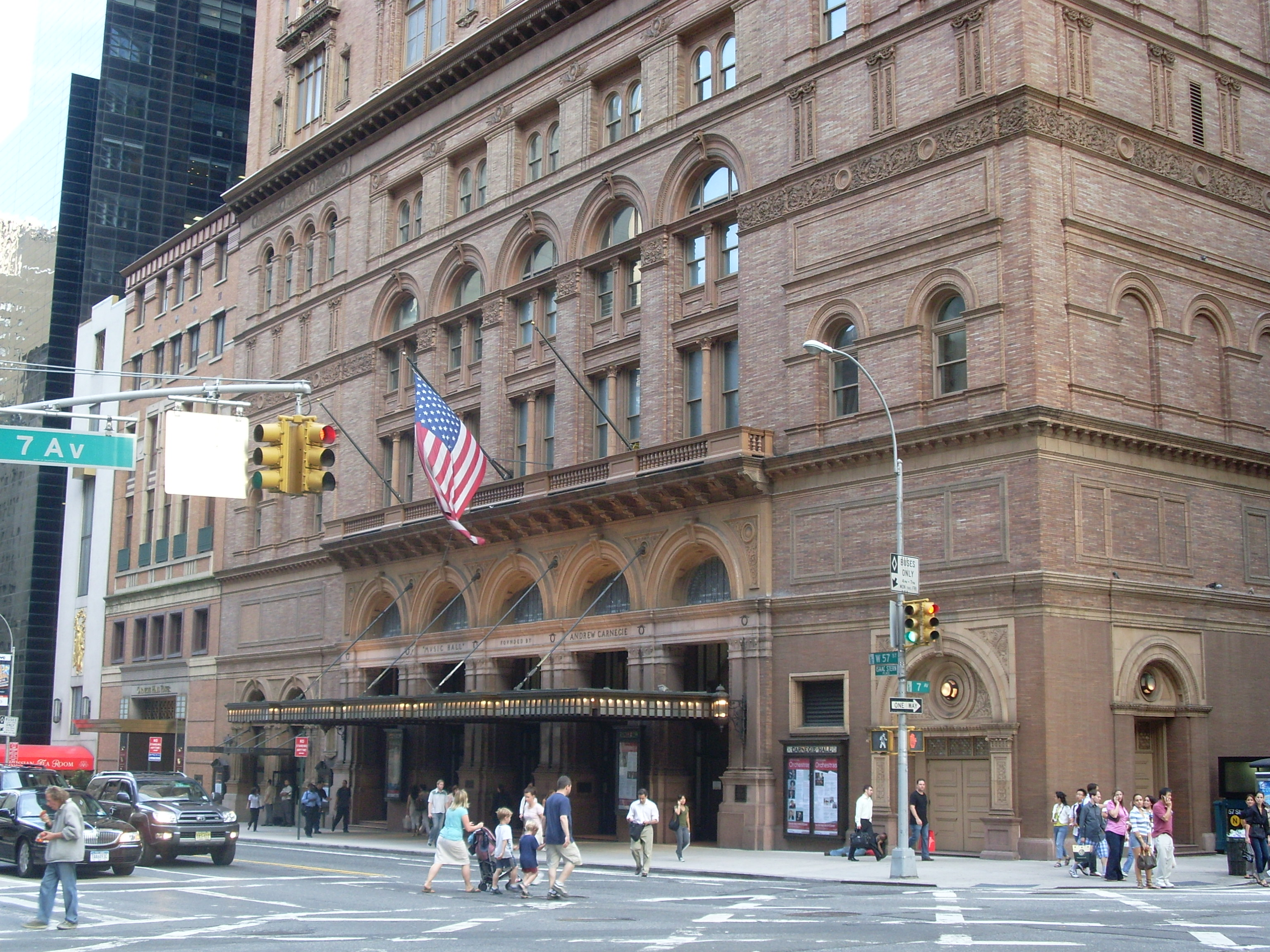
Nel 1964, Brian Epstein ottiene due concerti alla Carnegie Hall di New York.

Forte di questo primo successo, Epstein incontrò il produttore e promotore musicale Sid Bernstein e si accordò per due concerti alla celebre Carnegie Hall di New York. Per Epstein si trattava della miglior sala da concerti del mondo, raramente accessibile ai musicisti pop. Sid Bernstein aveva sentito parlare dei Beatles durante i suoi studi. Mentre lavorava come agente alla General Artists Corporation (GAC), aveva frequentato un corso serale di scienze politiche specializzato sull'Inghilterra, e ciò lo condusse spesso a leggere la stampa inglese. « Gli articoli sui Beatles erano numerosissimi. Ero inoltre incaricato di occuparmi dei giovani per la GAC, e non ne sapevo niente. Nessuno, nel settore, fino a quel momento, si interessava alla musica inglese. Propose quindi al manager dei Beatles la somma di 6 500 dollari per due concerti da tenersi alla Carnegie Hall, ed Epstein accettò. Come organizzatore del primo concerto dei Beatles a New York, Sid Bernstein guadagnò popolarità aprendo una sua e nuova agenzia. Organizzerà in seguito tutti i concerti newyorchesi del gruppo, con una sola eccezione .
Il 13 gennaio 1964, il singolo I Want to Hold Your Hand esce in 45 giri negli USA ed entra all'83º posto nelle classifiche dopo due mesi in testa alle classifiche nel Regno Unito. Due settimane dopo il singolo sale al 42º posto. Dopo il mese di febbraio del 1964, quando i Beatles danno due concerti all'Olympia di Parigi, giunge la notizia: I Want to Hold Your Hand si è piazzato in testa alle hit-parade statunitensi. Dopo tale successo i giornalisti USA, si scomodarono, e attraversarono l'Atlantico per intervistare i quattro musicisti  e, allo stesso tempo, la Carnegie Hall viene travolta dalle richieste di biglietti. Sid Bernstein raccontò di aver dovuto lasciare il suo posto a Margaretta, moglie di Nelson Rockefeller, e che avrebbe potuto vendere i suoi biglietti a quattro volte il prezzo d'acquisto. Anche l'Ed Sullivan Show venne preso d'assalto: 50 000 richieste per i 728 posti dell'auditorium CBS, a Broadway, da dove si trasmesse . Inoltre, per mantenere il suo impegno alla Carnegie, Brian Epstein rifiutò un'offerta di molte migliaia di sterline dal Madison Square Garden.
In questo contesto già favorevole, la Capitol Records investì 50 000 dollari in una campagna pubblicitaria. Vennero affissi in tutti gli Stati Uniti cinque milioni di cartelli con scritto, "Arrivano i Beatles". La discografia britannica del gruppo venne spedita ai principali disc jockey locali, e distribuito un giornale di quattro pagine interamente dedicato al gruppo, con una tiratura di un milione di copie . Tutta la direzione della Capitol si fece fotografare con una parrucca da Beatle , comprese alcune celebrità tra le quali, Janet Leigh.. Il vicepresidente della Capitol dichiarò: "Certo, facciamo un bel battage. Ma tutto il battage del mondo non farà mai vendere un cattivo prodotto". I Beatles sono quindi attesissimi, già prima di lasciare l'Inghilterra.

### Arrivo della Beatlemania

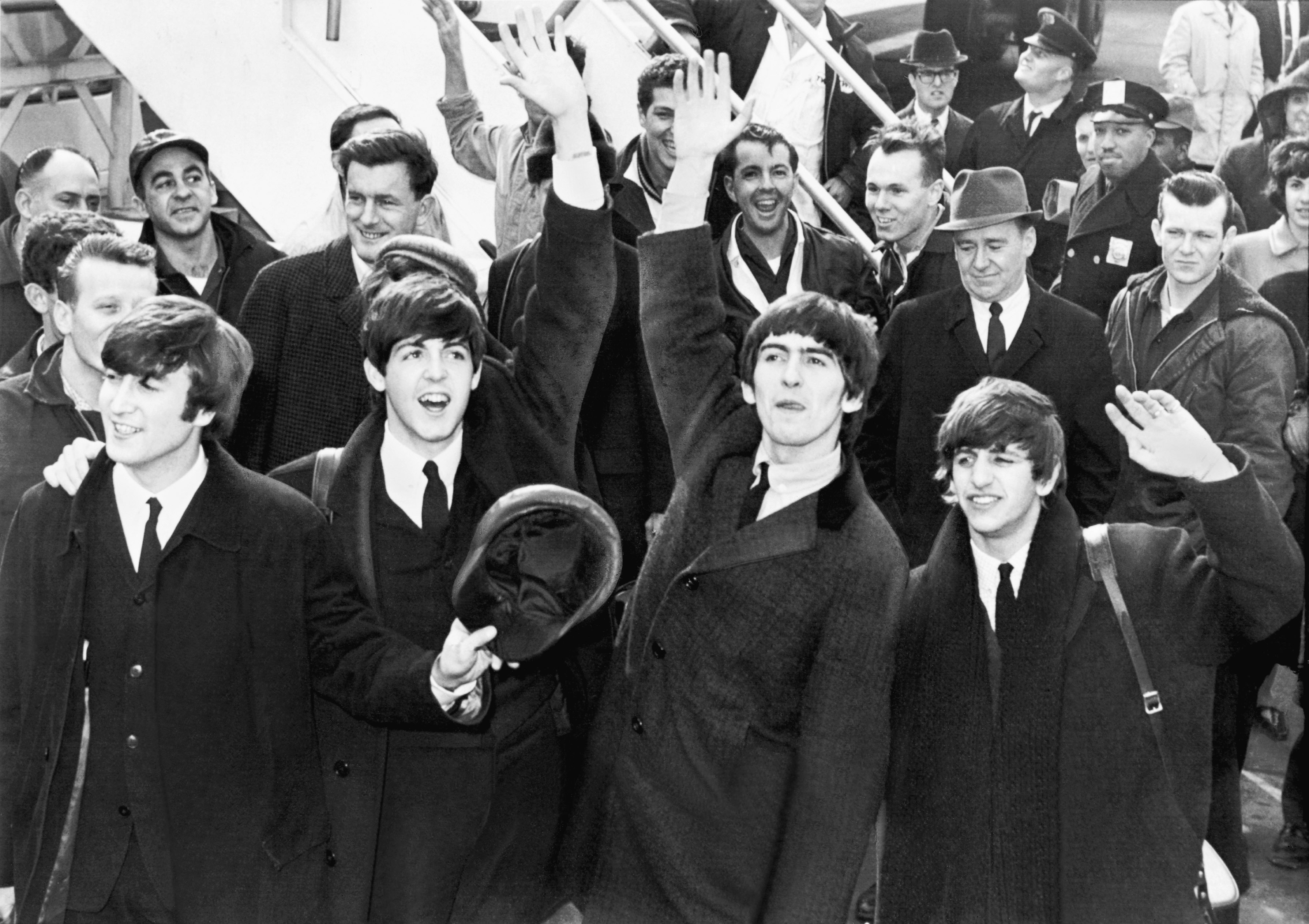
L'arrivo dei Beatles all'aeroporto JFK, 7 febbraio 1964.

Il 7 febbraio 1964 i Beatles decollarono dall'aeroporto di Heathrow, invaso da una folla di migliaia di fans venuti per augurare loro buon viaggio . La radio new-yorchese WMCA li segue minuto per minuto: sono le 6.30, ora dei Beatles. Il gruppo ha lasciato Londra da circa mezz'ora ed ora si trova sopra l'Atlantico, direzione New York. La temperatura è di zero gradi, scala Beatles. Sbarcando dal volo Pan Am 101  all'aeroporto JFK, i Beatles scoprono di essere attesi da circa 10 000 fans "letteralmente impazziti". "Siamo scesi dall'aereo ed era come essere ancora a casa, ancora migliaia di ragazzi", osservò Ringo Starr. Appena arrivati, i musicisti vennero condotti in una sala dell'aeroporto, ad una conferenza stampa che si svolse in un clima sovreccitato, per non dire caotico. Alla domanda "Potete cantarci qualcosa?", la risposta di John Lennon fu: "No ! Prima i soldi!". Da parte sua, Ringo Starr, quando gli fu chiesto se amava Beethoven, scherzò così« È un grande! Mi piacciono molto le sue poesie». Giunsero a Manhattan a bordo di una limousine nera scortata da poliziotti a cavallo in mezzo ad un'orda di fans scatenati e assiepati sui marciapiedi .
I Beatles scoprono così un'altra cultura, specialmente quella della pubblicità aggressiva, della quale, loro malgrado, diventano strumenti. Neil Aspinall, road manager del gruppo, testimonia che "la gente ci faceva un sacco di trappole. Durante le conferenze stampa c'erano dietro di noi grandi cartelli che vantavano questo o quel prodotto, e noi neanche ce ne accorgevamo". Si discusse addirittura della possibilità di avere una "licenza Beatles".  Ingenuamente la band aveva accettato di citare in diretta il nome di questo o quel programma, offrendo così inconsapevolmente pubblicità gratuita. Brian Epstein finì per porre dei limiti: "Gli animatori si sono buttati a corpo morto, ma dopo qualche giorno ho dovuto mettere limiti severi".  Questo non impedirà che alcune interviste del gruppo, registrate abusivamente, siano messe in vendita in dischi a 33 giri con la loro foto in copertina . Si valuta che nel 1964 il giro d'affari di prodotti collegati al gruppo abbia raggiunto il 50 milioni di dollari..
Due giorni dopo l'arrivo la band si presenta negli studi dell'Ed Sullivan Show. Nel pomeriggio registrano una serie di brani destinati ad essere trasmessi dopo la loro partenza, prima di partecipare alla trasmissione vera e propria, in diretta, la stessa sera . I Beatles presentarono cinque loro canzoni, iniziando con All My Loving, Till There Was You e She Loves You, per passare poi a I Saw Her Standing There e I Want to Hold Your Hand. I record di ascolto vennero polverizzati: più di 73 milioni di telespettatori , ossia circa il 45% della popolazione: uno degli share più alti della storia della televisione USA, esclusi gli eventi sportivi  . Questo passaggio in video fu memorabile per un'intera generazione: Paul McCartney ricorda che Dan Aykroyd dei Blues Brothers gli disse: "Oh, certo che mi ricordo di quella domenica sera ! Non capivamo cosa ci stesse capitando ǃ".  A posteriori, i media statunitensi giungeranno persino ad affermare che la trasmissione restituì morale agli Stati Uniti, ancora profondamente traumatizzati dall'assassinio, 77 giorni prima, di John F. Kennedy. Qualche giorno dopo i Beatles parteciparono ad una seconda trasmissione dello Show, questa volta in diretta dal Deauville Hotel di Miami .
In totale contrasto con l'incontestabile successo di pubblico, la stampa newyorchese pubblicò resoconti piuttosto sarcastici, se non sprezzanti, della loro prestazione. I Beatles sono così definiti « inoffensivi», «come gli hula hoops e i pesci volanti » , o anche descritti come « quattro tizi di Liverpool non molto inquietanti, dei rigolos » . L' Herald Tribune attribuisce il loro successo alla pubblicità , mentre Newsweek giudica le loro canzoni « disastrose, un guazzabuglio grottesco di sentimenti buoni per cartoline di San Valentino.» Preoccupato da questa accoglienza difficile, e al limite offensiva, Brian Epstein è ad un passo dall'annullare le due conferenze stampa programmate. Tuttavia queste critiche non impediscono al pubblico di precipitarsi ad acquistare i dischi dei Beatles: il 10 febbraio 1964, la Capitol consegna al gruppo due dischi d'oro per I Want To Hold Your Hand e Meet The Beatles! ; il 12 febbraio 1964 giunge la notizia del disco d'oro per She Loves You, dato che la canzone scala rapidamente le classifiche fino ad arrivare al primo posto il 21 marzo 1964 .
La Beatlemania si è così definitivamente impadronita del pubblico di New York. L'hotel dei Beatles non prevedeva nessuna misura particolare pensando di avere a che fare con normali clienti; invece il Plaza Hotel venne costantemente preso d'assalto dai fan e dalla stampa. Costretti a restare nelle loro stanze, i Beatles dovevano preavvisare per qualunque uscita la polizia, che non poteva altrimenti garantire la loro sicurezza. Un tentativo di passeggiata a Times Square li dissuade dal muoversi se non in automobile. Durante la seconda trasmissione dell'Ed Sullivan Show sono necessari un centinaio di poliziotti, anche a cavallo, per contenere i fans. I Beatles riescono comunque a visitare Central Park per un servizio fotografico, ancora una volta sotto buona scorta . Il Daily Mail ricorda: "La polizia di New York non lavorava così duro dal 1960, dalla visita congiunta di Castro, Chruscev e Tito". 
Mentre si trovavano nell'hotel di New York, i Beatles si incontrarono con Bob Dylan, che a quanto pare influenzò la loro dipendenza da marijuana.

### Washington, New York e Miami

Il percorso dei Beatles nella prima tournée americana.

Dopo il primo passaggio all'Ed Sullivan Show i Beatles raggiunsero in treno Washington, dove diedero il primo vero concerto su suolo statunitense. Ben 8 000 persone riempirono la sala del Washington Coliseum: il pubblico più numeroso della storia per un concerto di un complesso, che prefigura tutti quelli che seguiranno. Come accadrà abitualmente, le condizioni nelle quali si esibiscono sono tutt'altro che ideali: al Coliseum la scena venne posta in mezzo alla sala come un ring, e la batteria di Ringo venne montata su una piastra girevole affinché il gruppo potesse suonare guardando sia una che l'altra parte del pubblico. Ma il meccanismo funzionava male, per cui gli stessi Beatles dovettero far girare la piastra. L'impianto di amplificazione era ancora rudimentale, l'atmosfera era surriscaldata e le note si perdevano nelle urla del pubblico che continuava a gettare sulla scena caramelle di gelatina delle quali George Harrison aveva detto di essere goloso.
Per evitare la confusione, il premier britannico Alec Douglas-Home, che doveva giungere a Washington, D.C. lo stesso giorno dei Beatles, rinviò il viaggio di un giorno.  I Beatles furono invitati ad un ricevimento all'ambasciata britannica piegandosi alle richieste degli invitati con le richieste di autografi, e a far fronte a fans troppo intraprendenti, come quello che cercò di tagliare una ciocca di capelli a Ringo Starr. I Beatles erano disgustati: John Lennon se ne andò prima della fine, e d'allora in poi rifiuteranno sistematicamente eventi di questo tipo.. È proprio in relazione all'episodio dei capelli che Ringo, che esclama, "Tomorrow Never Knows",   frase che diventerà il titolo di una canzone firmata da John Lennon e pubblicata due anni dopo nell'album, Revolver.
Il 12 febbraio 1964 il gruppo rientrò a New York per due concerti alla Carnegie Hall noti come An Evening with the Beatles, anche questi con il tutto esaurito e 6 000 spettatori. La loro apparizione durò solo 25 minuti, un tempo troppo breve, per cui venne criticato dalla stampa. Dopo lo spettacolo, Sid Bernstein cercò di organizzare all'ultim'ora con Brian Epstein un altro concerto al Madison Square Garden, subito prima della partenza del gruppo, ma Epstein declinò l'offerta .
Dopo questi successi a New York e Washington, i Beatles volarono a Miami, nel sud della Florida, per la loro seconda apparizione all'Ed Sullivan Show. Ancora una volta erano attesi da fans in delirio e, questa volta, la confusione provocò danni per migliaia di dollari. Tra le prove al Deauville Hotel e le lunghe serie di interviste, si concessero qualche pausa sulla spiaggia, su uno yacht o in una piscina prestata loro da un milionario. "Pendant qu'on rôtissait au soleil" , come racconta John Lennon, il lavoro di composizione per l'album successivo, A Hard Day's Night, proseguiva a ritmo sostenuto . Il 16 febbraio 1964 si esibirono all'Ed Sullivan Show in diretta dal loro hotel, con un programma leggermente diverso: il brano Till There Was You venne sostituito da This Boy, e aggiunta From Me to You. Benché il personaggio principale della trasmissione fosse Mitzi Gaynor, furono i Beatles ad attirare più di 70 milioni di telespettatori.

## Sinossi

### Contesto e logistica
Il 24 marzo 1964, il singolo, Can't Buy Me Love raggiunse il primo posto delle classifiche sia nel Regno Unito che negli USA, con un record di tre milioni di prenotazioni.. Poco dopo i Beatles realizzarono un exploit con cinque canzoni nei primi cinque posti della Billboard Hot 100 : Can't Buy Me Love, seguita da Twist and Shout, She Loves You, I Want to Hold Your Hand, e Please Please Me. Nella stessa settimana altre sette canzoni del gruppo entrano nelle Hot 100, con un totale di dodici titoli . Questo successo, senza precedenti e mai più ripetuto, confermò il loro radicamento nel panorama musicale USA. Da quel momento erano presenti tutte le condizioni per organizzare una tournée di concerti di più ampio respiro rispetto al febbraio 1964. Prima, però, i Beatles, all'inizio dell'estate 1964 partirono per una tournée mondiale: dopo l'Europa, Danimarca e Paesi Bassi, raggiunsero Hong Kong, poi la Nuova Zelanda e l'Australia, dove, davanti al loro albergo, furono accolti da 300 000 persone: la folla più numerosa che abbiano mai raccolto . Durante i primi concerti di questa tournée agli antipodi, i Beatles utilizzarono un batterista, Jimmy Nicol, incaricato all'ultimo minuto di sostituire Ringo Starr, operato d'urgenza alle tonsille.
Anche se non fu più necessaria una promozione ampia come per il loro primo viaggio negli USA, l'organizzazione della tournée americana si sviluppò per diversi mesi. Nat Weiss, incaricato delle operazioni e già coinvolto nel precedente viaggio, testimonia sulla logistica e sui grandi sforzi necessari: "C'è voluta quasi la stessa preparazione che per lo sbarco in Normandia. Milioni di dollari hanno cambiato di mano. E resta impossibile stimare con precisione i costi tra i cachet dei Beatles, le vendite di hot-dogs e la pellicola". Fu persino necessario affittare un aereo privato per i loro spostamenti. Numerosi hotel rifiutarono di ospitare il gruppo per la mancanza dei mezzi necessari a gestire le difficoltà, soprattutto in materia di sicurezza. Tra i mezzi impiegati, elicotteri e auto-civetta per ingannare i fans. Il Daily Mail del 18 agosto 1964, titolò quindi, riferendosi all'ultimo album del gruppo: "A Hard Day's...Month. "
Nella sua biografia autorizzata dei Beatles, Hunter Davies mise in cifre questa prima grande tournée, descritta come la più lunga e faticosa di tutte. Durata 32 giorni, condusse i Beatles a percorrere, complessivamente, 361 300 chilometri, viaggiare per 60 ore e 25 minuti in aereo, dare 30 concerti e un galà di beneficenza in 24 città statunitensi e canadesi .

### Sviluppo ed eventi della tournée
Le autorità dovettero prendere notevoli precauzioni: un'area di 5 km² intorno all'anfiteatro venne chiusa, e si presero particolari misure di sicurezza per permettere ai residenti di raggiungere le loro case . Grazie alla qualità degli impianti di scena, la Capitol Records pensò che questa fosse l'occasione di registrare un album live del gruppo. George Martin, produttore del gruppo, venne inviato sul luogo, ma non ebbe la minima idea di come eliminare dall'audio le urla dei 18 000 fans presenti, e dichiarò che l'idea dell'album fosse stata rinviata: il disco, Live At The Hollywood Bowl, sarà alla fine pubblicato nel 1977, dopo che George Martin e Geoff Emerick saranno riusciti ad ottenere un risultato accettabile utilizzando anche le registrazioni della tournée del 1965 .

### Programma e scaletta
Ecco il programma-tipo interpretato in questa tournée. 
1. Twist and Shout
2. You Can't Do That
3. All My Loving
4. She Loves You
5. Things We Said Today
6. Roll Over Beethoven (Chuck Berry)
7. Can't Buy Me Love
8. If I Fell
9. I Want to Hold Your Hand
10. Boys (The Shirelles)
11. A Hard Day's Night
12. Long Tall Sally (Little Richard)

## Tappe
| N° | Data              | Città                      | Venue                      |
| -- | ----------------- | -------------------------- | -------------------------- |
| 1  | 19 agosto 1964    | Daly City, Stati Uniti     | Cow Palace                 |
| 2  | 20 agosto 1964    | Las Vegas, Stati Uniti     | Convention Hall            |
| 3  | 21 agosto 1964    | Seattle, Stati Uniti       | Seattle Center Coliseum    |
| 4  | 22 agosto 1964    | Vancouver, Canada          | Empire Stadium             |
| 5  | 23 agosto 1964    | Los Angeles, Stati Uniti   | Hollywood Bowl             |
| 6  | 26 agosto 1964    | Morrison, Stati Uniti      | Red Rocks Amphitheatre     |
| 7  | 27 agosto 1964    | Cincinnati, Stati Uniti    | Cincinnati Gardens         |
| 8  | 28 agosto 1964    | New York City, Stati Uniti | Forest Hills Stadium       |
| 9  | 29 agosto 1964    | New York City, Stati Uniti | Forest Hills Stadium       |
| 10 | 30 agosto 1964    | Atlantic City, Stati Uniti | Convention Hall            |
| 11 | 2 settembre 1964  | Filadelfia, Stati Uniti    | Convention Hall            |
| 12 | 3 settembre 1964  | Indianapolis, Stati Uniti  | Indiana Farmers Coliseum   |
| 13 | 4 settembre 1964  | Milwaukee, Stati Uniti     | Milwaukee Arena            |
| 14 | 5 settembre 1964  | Chicago, Stati Uniti       | International Amphitheatre |
| 15 | 6 settembre 1964  | Detroit, Stati Uniti       | Olympia Stadium            |
| 16 | 7 settembre 1964  | Toronto, Canada            | Maple Leaf Gardens         |
| 17 | 8 settembre 1964  | Montréal, Canada           | Montreal Forum             |
| 18 | 11 settembre 1964 | Jacksonville, Stati Uniti  | Gator Bowl Stadium         |
| 19 | 12 settembre 1964 | Boston, Stati Uniti        | Boston Garden              |
| 20 | 13 settembre 1964 | Baltimora, Stati Uniti     | Baltimore Civic Center     |
| 21 | 14 settembre 1964 | Pittsburgh, Stati Uniti    | Civic Arena                |
| 22 | 15 settembre 1964 | Cleveland, Stati Uniti     | Public Auditorium          |
| 23 | 16 settembre 1964 | New Orleans, Stati Uniti   | City Park Stadium          |
| 24 | 17 settembre 1964 | Kansas City, Stati Uniti   | Municipal Stadium          |
| 25 | 18 settembre 1964 | Dallas, Stati Uniti        | Memorial Coliseum          |
| 26 | 20 settembre 1964 | New York City, Stati Uniti | Paramount Theater          |